# Elena Toledo
Elena Toledo (Caracas, 8 de janeiro de 1975) é uma atriz venezuelana.
Apesar de uma carreira curta, porém com muitos trabalhos adicionais e alguns grandes sucessos e até mesmo a internacionalização, pois leva 4 novelas brasileiras, o sucesso bateu à porta em 2001 para integrar o elenco da novela hispânica/brasileira Vale Todo com a personagem ´Isabel´, e em Cabocla novela brasileira a personagem ´Pepa' entra pra história de teledramaturgia brasileira.

## Carreira

### Na televisão
- Hay Amores Que Matan ( ? ) - RCTV Venezuela - 2000 - Novela Venezuelana
- Angelica Pecado (Giovanna) - RCTV Venezuela - 2000 - Novela Venezuelana
- Mis Tres Hermanas (Carolina) - RCTV Venezuela - 2000 - Novela Venezuelana
- Muñeca de Trapa ( ? ) - RCTV Venezuela - 2000 - Novela Venezuelana
- Viva la Pepa (Lissette Pinto) - RCTV Venezuela - 2001 - Novela Venezuelana
- Vale Todo (Isabel) - TV Globo e Telemundo - 2001 - Novela Latino-americana
- Kubanacan (Nina) - TV Globo - 2003 - Novela Brasileira
- Cabocla (Pepa) - TV Globo - 2004 - Novela Brasileira
- América (telenovela) (Dolores) - TV Globo - 2005 - Novela Brasileira
- Mi Prima Ciela (Rocío Tejera) - RCTV - 2007 - Novela Venezuelana